# Championnats du monde de trail 2013
Navigation
Édition précédente Édition suivante
Les championnats du monde de trail 2013, quatrième édition des championnats du monde de trail organisés par l'International Association of Ultrarunners, ont lieu le 6 juillet 2013 à Conwy, au Royaume-Uni. 
Le parcours est une boucle de 15 km avec 558 m de dénivelé positif à réaliser cinq fois. Il est remporté par le Britannique Ricky Lightfoot chez les hommes et par la Française Nathalie Mauclair chez les femmes.

## Podiums

### Hommes
| Catégorie  | Or | Argent | Bronze |
| ---------- | --- | --- | --- |
| Individuel | Ricky Lightfoot 5 h 36 min 3 s | Florian Neuschwander 5 h 45 min 16 s                                                                                               | Julien Rancon 5 h 54 min 22 s |
| Par équipe | Royaume-Uni 17 h 47 min 59 s Ricky Lightfoot (1er) 5 h 36 min 3 s Iain Ridgway (4e) 5 h 56 min 33 s Andrew James (11e) 6 h 15 min 25 s | France 17 h 58 min 14 s Julien Rancon (3e) 5 h 54 min 22 s Thierry Breuil (5e) 6 h 1 min 39 s Fabien Antolinos (6e) 6 h 2 min 14 s | Allemagne 18 h 42 min 29 s Florian Neuschwander (2e) 5 h 45 min 16 s Carsten Stegner (18e) 6 h 24 min 31 s Rene Strosny (23e) 6 h 32 min 43 s |

### Femmes
| Catégorie  | Or | Argent | Bronze |
| ---------- | --- | --- | --- |
| Individuel | Nathalie Mauclair 6 h 38 min 46 s | Aurélia Truel 6 h 55 min 54 s | Maria Chiara Parigi 7 h 0 min 32 s |
| Par équipe | France 20 h 46 min 16 s Nathalie Mauclair (1re) 6 h 38 min 46 s Aurélia Truel (2e) 6 h 55 min 54 s Stéphanie Duc (6e) 7 h 11 min 36 s | Italie 21 h 28 min 22 s Maria Chiara Parigi (3e) 7 h 0 min 32 s Katia Fori (5e) 7 h 11 min 23 s Lisa Borzani (8e) 7 h 16 min 29 s | Royaume-Uni 21 h 43 min 1 s Joasia Zakrzewski (4e) 7 h 1 min 1 s Fionna Cameron (10e) 7 h 17 min 54 s Tracy Dean (14e) 7 h 24 min 7 s |